# Foto (album)
Foto – piąty album zespołu Formacja Nieżywych Schabuff wydany w 1998 roku nakładem wytwórni Pomaton EMI.
Cover piosenki "Da da da" niemieckiego zespołu Trio staje się power-playem w około 50 stacjach radiowych i w krótkim czasie staje się przebojem. Powstaje również teledysk do tego utworu, autorstwa Janusza Kołodrubca. Zespół, dzięki odświeżeniu swojego image, wywołuje duże zainteresowanie ówczesnych mediów.

## Lista utworów
źródło:.
1. „Da da da”
2. „Kobiety wino śpiew”
3. „Kawiarnia Serce”
4. „Poranny sen (dla sutenerów sztuki)”
5. „Lejdis end dżentelmens”
6. „Ludzie pragną piękna”
7. „Foto”
8. „Nóż Polańskiego”
9. „Kronika podróży”
10. „Kochać czasem znaczy umieć nie być razem”

## Twórcy
źródło:.
- Aleksander Klepacz – śpiew, produkcja
- Wojciech Wierus – gitara, produkcja
- Katarzyna Lach – gitara basowa
- Marcin Serwaciński – perkusja

Dodatkowi muzycy
- Ewa Brachun – chórki
- Aleksandra Chludek – chórki
- Robert Majewski – trąbka
- Mateusz Pospieszalski – saksofon
- Krzysztof Pszona – instrumenty klawiszowe
- Katarzyna Pysiak – chórki
- Piotr Sztajdel – instrumenty klawiszowe
- Piotr Żaczek – gitara basowa

Realizacja
- Paweł Skura – produkcja